# Lamprolaima rhami
Lamprolaima rhami là một loài chim trong họ Chim ruồi.